# Občanská válka v Jižním Súdánu
Občanská válka v Jižním Súdánu je probíhající konflikt v Jižním Súdánu mezi vládními a opozičními silami.

## Historie
Konflikt propukl 15. prosince 2013 během setkání Národně osvobozenecké rady v Džubě, když se opoziční vůdci Riek Machar, Pagan Amum a Rebecca Nyandengová shodli na bojkotování společného zasedání. Prezident Salva Kiir Mayardit nařídil generálmajorovi Súdánské lidově osvobozenecké armády (SLOA) Marialovi Ciennoungovi, veliteli prezidentské gardy, opustit jednání a vrátit se do kasáren, aby odzbrojil vojáky. Poté, co odzbrojil všechna etnika sloužící v gardě, Marial údajně nařídil, že Dinkové sloužící v gardě mají být znovu ozbrojeni. Jeho zástupce, pocházející z nuerského etnika začal zpochybnil jeho rozkazy a velení se rozpadlo. Nuerští vojáci se také znovu ozbrojili. Boje mezi dinkskými a nuerskými vojáky prezidentské gardy trvaly od nedělní noci do pondělního odpoledne. První civilní oběti byly zaznamenány poté co dinkští vojáci SLOA začali útočit na nuerské civilisty v Džubě.
Prezident Salva Kiir označil události za pokus o státní převrat, který byl překonán následujícího dne. Boje propukly opět 16. prosince 2013 a rozšířily se z hlavního města Džuba do regionu Jonglei, který je náchylný k mezietnickému násilí. První odhady hovořily o 1000 mrtvých a kolem 800 zraněných v hlavním městě. Tyto odhady jsou ale považovány za nízké. Svědci uvedli, že dinkští vojáci SLOA prováděli razie v nuerských domech a zabíjeli civilisty. Podobné razie prováděné nuerskými ozbrojenci byly hlášeny také z Malakalu, hlavního města státu Horní Nil. Konečné počty civilních obětí ve vládou držených městech Džuba, Malakal a Bentiu nebyly dosud zveřejněny. Mezinárodní krizová skupina odhadovala počet obětí konfliktu v srpnu 2013 na nejméně 10 000 lidí.
Dne 11. února 2016 byl Riek Machar v rámci mírové dohody prezidentem Salva Kiirem opětovně jmenován viceprezidentem. Dne 26. dubna 2016 velitel povstalců Riek Machar dorazil do hlavního města Džuby, aby se ujal funkce premiéra a naplnil tak dohodu o ukončení občanské války.